# Zatížení
Zatížení (označováno F, f) je fyzikální vliv, který vyvolává v konstrukci napětí, přetváří ji nebo s ní pohybuje. Zatížení rozdělujeme na silová (působící bodové, liniové, plošné a objemové síly) a nesilová zatížení (deformace způsobená sedáním konstrukce, vynucené posuny, volné kmitání či teplotní změny).
Z hlediska statického návrhu rozdělujeme zatížení na stálá (vlastní tíha konstrukce, nenosné stavební prvky), zatížená užitná (dříve nahodilá; jde o zatížení osobami, zařízením konstrukce, skladovaným materiálem, dopravními prostředky, větrem, sněhem…) a mimořádná (nárazy, výbuchy).

## Rozdělení zatížení
- Osamělé břemeno (bodové zatížení) – F [N]

Zatížení, které působí v jednom bodě, nebo na velmi malé ploše, že je zanedbatelná.
- Spojité zatížení (přímkové či plošné zatížení) – f [{\displaystyle Nm^{-1}}], [{\displaystyle Nm^{-2}}]

Zatížení, které působí buď na celé ose[zdroj?] prvku nebo její části, respektive na celé ploše prvku nebo její části.
- Náhradní břemeno – Q [N]

Myšlená síla, která nahradí vliv spojitého zatížení na podpory prvku. Představujeme si ji působit v těžišti zatěžovacího obrazce.

## Normy
Pro definici zatížení na stavební konstrukce se v současnosti po celé Evropě používá Eurokód 1 – (ČSN) EN 1991: Zatížení konstrukcí.